# 梅灵豪森
梅灵豪森是德国下萨克森州的一个市镇。总面积24.43平方公里，总人口1045人，其中男性539人，女性506人（2011年12月31日），人口密度43人/平方公里。